# Gianfranco Masini

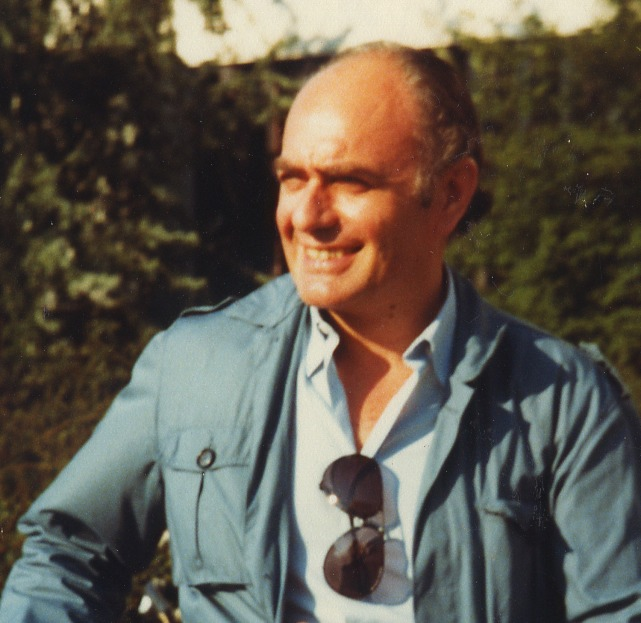
Gianfranco Masini

Gianfranco Masini (Reggio nell'Emilia, 26 novembre 1937 – Reggio nell'Emilia, 18 giugno 1993) è stato un direttore d'orchestra italiano.

## Biografia
Compì gli studi di composizione e direzione d'orchestra a Parma e si perfezionò poi, con il Maestro Hermann Scherchen, a Vienna. Debuttò come direttore d'orchestra con la Bohême al Teatro Municipale di Reggio Emilia nel 1966. 
La maggior parte della sua carriera fu consacrata all'Opera che egli diresse nei più grandi teatri delle capitali di tutto il mondo: Metropolitan Opera House, San Francisco, Philadelphia, Bonn, Berlino, Colonia, Monaco, Stoccarda, la Wiener Staatsoper e al Festival di Bregenz; al Teatro Colon Di Buenos-Aires, San Paolo del Brasile, Tokyo, Zurigo, Bruxelles, Parigi, Liegi. 
In Italia diresse a Venezia, Napoli, Verona, Trieste, Roma. In Francia al Festival D'Aix-en- Provence, al Festival Radio France Montpellier e nel Principato di Monaco. 
Il Maestro Masini nel panorama sinfonico diede una preferenza particolare ai compositori del XIX e XX secolo alla testa di orchestre rinomate, come la Beethoven Halle a Bonn, la Berlin Symphonisches Orchester, Orchestra di Strasbourg, la Monnaie di Bruxelles, L’Orchestra del Teatro Filarmonico di Verona, l’Orchestra Rai di Torino, l’Orchestra Rai di Roma e la NHK di Tokyo. 
Dal 1972 al 1978 fu Direttore musicale dell'Opera di Trieste. Dal 1988 al 1989 Direttore musicale all'Arena di Verona e Direttore musicale dell'Orchestra Sinfonica di Berlino. Dal 1991 al 1993 Direttore dell'Orchestra della filarmonica di Montpellier.

## Discografia
- Gioachino Rossini Elisabetta Regina d'Inghilterra con Caballé e Carreras (ed. Philips);
- Arie d'Opera con Leo Nucci (ed. Decca);
- Una lettera di Lord Byron di Raffaello De Banfield (ed. Ermitage 1991);
- Le curiose ridicole di Felice Lattuada (ed. Ermitage 1991);
- La straniera di Vincenzo Bellini (Ed. Ricordi Fonit-CETRA 1992);
- Mare nostro di Lorenzo Ferrero (ed. Ricordi);
- Giacomo Meyerbeer Il crociato in Egitto (La voce del padrone 1979);
- di Wolfgang Amadeus Mozart i Concerti K365 e K242 con il duo Pastorino-Pang;
- di Ferruccio Busoni: Indianische Fantasie op. 44, Berceuse Élegiaque, Konzertstück op. 31a .

A queste edizioni si aggiungono una serie di dischi d'Opera dal vivo: 
- MRF Barcellona 1972 con Adriana Lecouvreur di Francesco Cilea;
- Rodolphe Parigi 1973 Caterina Cornaro di Gaetano Donizetti,
- MRF Barcellona 1974 con Aida di Giuseppe Verdi;
- Myto Tokyo 1976 Cilea Adriana Lecouvreur di Cilea;
- HRE Buenos Aires 1981 Belisario di Gaetano Donizetti;
- Bregenz 1985 I puritani di Vincenzo Bellini.